# Dombeya magnifolia
Dombeya magnifolia är en malvaväxtart som beskrevs av Arenes. Dombeya magnifolia ingår i släktet Dombeya och familjen malvaväxter. Inga underarter finns listade i Catalogue of Life.